# Džemal Bijedić
Džemal Bijedić (ur. 12 kwietnia 1917 w Mostarze, zm. 18 stycznia 1977 w Kreševie) − prawnik, polityk bośniacki i jugosłowiański, premier SFRJ.

## Życiorys
Ukończył studia na Wydziale Prawa Uniwersytetu Belgradzkiego. Od 1939 r. należał do KPJ, a następnie do ZKJ. Podczas II wojny światowej był aktywnym uczestnikiem ruchu oporu. Po 1945 r. pełnił różne funkcje polityczne i społeczne w Bośni i Hercegowinie, gdzie w latach 1967-1971 był przewodniczącym Zgromadzenia Narodowego. A od 1971 r. do śmierci - w roku 1977 - był premierem Jugosławii.
18 stycznia 1977 r. premier Bijedić wraz z żoną Raziją i sześcioma osobami leciał samolotem z Belgradu do Sarajewa. Samolot rozbił się w gęstej mgle o szczyty gór w Kreševie. Nikt nie przeżył katastrofy.